# Waterbury, Connecticut
Waterbury, Connecticut (biệt danh: Thành phố Brass) là một thành phố thuộc quận New Haven trong tiểu bang Connecticut, Hoa Kỳ. Thành phố có tổng diện tích km², trong đó diện tích đất là km². Theo điều tra dân số Hoa Kỳ năm 2010, thành phố có dân số 110.366 người, là thành phố lớn thứ năm bang Connecticut và lớn thứ nhì ở quận New Haven.
Waterbury nằm bên sông Naugatuck, 33 dặm (53 km) về phía tây nam của Hartford và 77 dặm (124 km) về phía đông bắc Thành phố New York. 
Trong suốt các một nửa đầu tiên của thế kỷ 20 Waterbury dựa vào công nghiệp và các trung tâm hàng đầu ở Mỹ để sản xuất đồ đồng đúc và Finishings, như phản ánh trong biệt danh các "thành phố Brass" và của thành phố phương châm trao đổi ơn Aere Perennius? ("Là gì hơn Lasting hơn Brass?"), Mà tiếng vang tiếng Latinh của Ode 3,30 của Horace. Nó đã được ghi nhận để sản xuất đồng hồ và đồng hồ.
Thành phố nằm dọc theo xa lộ liên bang Interstate 84 và có một nhà ga Metro North. Đây cũng là nơi có Đại học Post và khu trường sở Đại học Connecticut.